# Lyctus
Lyctus is een geslacht van kevers uit de familie van de boorkevers (Bostrichidae). De wetenschappelijke naam van het geslacht is voor het eerst geldig gepubliceerd in 1792 door Johann Christian Fabricius. De meeste soorten kunnen veel schade in droog hout veroorzaken.
De kevers zijn in alle werelddelen behalve Antarctica te vinden. In België en Nederland komen vooral de bruine spinthoutkever (Lyctus brunneus) en de lijnvormige houtboorder (Lyctus linearis) voor.

## Soorten
Het geslacht Lyctus omvat de volgende soorten:
- Lyctus africanus
- Lyctus americanus
- Lyctus argentinensis
- Lyctus asiaticus
- Lyctus brunneus (bruine spinthoutkever)
- Lyctus carbonarius
- Lyctus caribeanus
- Lyctus cavicollis
- Lyctus chacoensis
- Lyctus chilensis
- Lyctus cinereus
- Lyctus destructor
- Lyctus discedens
- Lyctus hipposideros
- Lyctus kosciuszkoi
- Lyctus linearis (lijnvormige houtboorder)
- Lyctus longicornis
- Lyctus opaculus
- Lyctus parallelocollis
- Lyctus patagonicus
- Lyctus pubescens
- Lyctus rhabarbari
- Lyctus simplex
- Lyctus sinensis
- Lyctus suturalis
- Lyctus tomentosus
- Lyctus turkestanicus
- Lyctus villosus